# Husin Ahmad

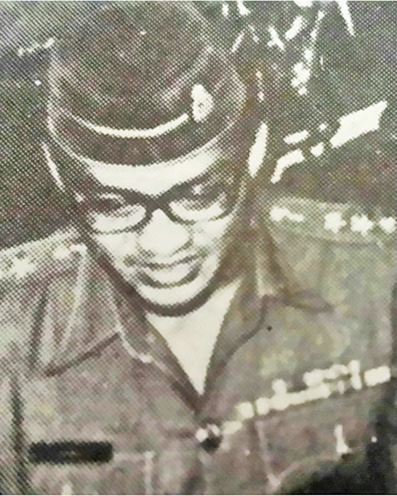
Husin Ahmad in den 1960ern.

Husin bin Ahmad (auch: Hussin Ahmad, geb. 11. Juli 1944) ist ein Brunei-Malayischer (Orang Melayu Brunei, Jawi: اورڠ ملايو بروني) Adliger, Diplomat und Militär, der von 1994 bis 1997 als Kommandant der Streitkräfte Bruneis (RBAF) diente.

## Leben

### Jugend und Ausbildung
Husin ist der Sohn von Dayang Hajah Halimah bte Hussin und Awang Ahmad bin Mali. Er wurde am 11. Juli 1944 in Kampong Keriam, Tutong, geboren.
Bruneiische Volkspartei

### Militärische Karriere
Mitglieder des Heeres Bruneis waren an einem historischen Vorfall am 8. Oktober 1966 beteiligt, als sie nach verbliebenen Rebellen der North Kalimantan National Army im Urwald des Temburong Distrikt suchten. Die damaligen Junior lieutenants (Unterleutnant) Musa Yakub und Husin Ahmad hatten den Auftrag erhalten mit ihren Einheiten die Rebellen aufzuspüren. Sie konnten erfolgreich vier Rebellen in Sungai Mani, Batang Duri, Temburong District, festsetzen.
1972 nahm Captain Husin an dem Staff and Junior Management Course der School of Infantry (Waterloo Lines), Warminster, teil. Am 17. September 1991 wurde er der erste einheimische Kommandant der Royal Brunei Land Forces (RBLF). Drei Jahre lang füllte er diese Position aus, bevor Shari Ahmad am 10. August 1994 sein Nachfolger wurde. Als Generalmajor wurde am 30. September 1994 Husin der Kommandant der Streitkräfte Bruneis und diente in dieser Position im 29. September 1997.

## = Spätere Jahre
Nach seiner Militärkarriere wurde Husin der High Commissioner von Brunei in Amman, Jordanien, (10. Juli 2001–8. Mai 2006). Husin Ahmad trägt den Titel Pehin Datu Harimaupadang und wurde als Additional Manteri 32 in den Legislativrat berufen. Husin Ahmad ist Vorsitzender des Council’s Supreme Committee, Ibnu Baa’sith Apong und Mohammad Daud waren anwesend bei der Abfahrt des Sultans von Royal Berkshire Hall, dem Jerudong Polo Club am 1. August 2016.

## Familie
Pehin Dato Husin hat einen Sohn im Militär, Colonel Mohd Huzaimi.

## Ehrungen
Pehin Dato Husin wurde vom Sultan Hassanal Bolkiah am 3. März 1975 mit dem Titel Pehin Datu Harimau Padang geehrt. Weitere Ehrungen:
- Order of Paduka Keberanian Laila Terbilang First Class (DPKT) – Dato Paduka Seri
- Order of Pahlawan Negara Brunei First Class (PSPNB) – Dato Seri Pahlawan
- Order of Paduka Seri Laila Jasa Second Class (DSLJ) – Dato Seri Laila Jasa 10. Februar 1976.[12]
- Order of Perwira Agong Negara Brunei First Class (PANB) (1966)[3]
- Sultan Hassanal Bolkiah Medal (PHBS) (12. April 1969)[13]
- Meritorious Service Medal (PJK) (2. Juni 1976)[14]
- Silver Jubilee Medal (5. Oktober 1992)
- Royal Brunei Armed Forces Silver Jubilee Medal (31. Mai 1986)
- General Service Medal
- Long Service Medal (Armed Forces)
- Proclamation of Independence Medal (1. Januar 1984)